# 赵营镇
赵营镇，原为赵营乡，是中华人民共和国河南省安陽市滑县下辖的一个乡镇级行政单位。2018年撤乡设镇。区划代码改为410526114。

## 行政区划
赵营镇下辖以下地区：
赵营村、东新庄村、中新庄村、西新庄村、杨庄村、田庄村、蔡营村、边营村、大王庄村、玉庄村、小韩村、刘庄村、秦寨村、新集村、魏寨村、苏寨村、牛寨村、西单寨村、东单寨村、店子村、西南庄村、朱寨村、东乱革村、付乱革村、西乱革村和后陈家村。